# Valeri Andritsev
Valeri Olexandrovych Andritsev –en ucraniano, Валерій Олександрович Андрійцев– (Kiev, 27 de febrero de 1987) es un deportista ucraniano que compite en lucha libre.
Participó en dos Juegos Olímpicos de Verano, obteniendo una medalla de plata en Londres 2012, en la categoría de 96 kg, y el quinto lugar en Río de Janeiro 2016. En los Juegos Europeos de Bakú 2015 obtuvo la medalla de bronce en la categoría de 97 kg.
Ha ganado una medalla de bronce en el Campeonato Mundial de Lucha de 2014 y una medalla de plata en el Campeonato Europeo de Lucha de 2012.

## Palmarés internacional
| Juegos Olímpicos   | Juegos Olímpicos      | Juegos Olímpicos  | Juegos Olímpicos |
| Año                | Lugar                 | Medalla           | Categoría        |
| ------------------ | --------------------- | ----------------- | ---------------- |
| 2012               | Londres (Reino Unido) | Medalla de plata  | 96 kg            |
| Campeonato Mundial |                       |                   |                  |
| Año                | Lugar                 | Medalla           | Categoría        |
| 2014               | Taskent (Uzbekistán)  | Medalla de bronce | 97 kg            |
| Juegos Europeos    |                       |                   |                  |
| Año                | Lugar                 | Medalla           | Categoría        |
| 2015               | Bakú (Azerbaiyán)     | Medalla de bronce | 97 kg            |
| Campeonato Europeo |                       |                   |                  |
| Año                | Lugar                 | Medalla           | Categoría        |
| 2012               | Belgrado (Serbia)     | Medalla de plata  | 96 kg            |